# Maša Janković
Maša Janković (serb. Маша Јанковић; ur. 1 lutego 2000 we Vrbasie) – serbska koszykarka występująca na pozycjach silnej skrzydłowej lub środkowej, reprezentantka kraju, od 2024 zawodniczka Perfumerias Avenida Salamanka.
1 sierpnia 2024 dołączyła do Perfumerias Avenida Salamanka.

## Osiągnięcia
Stan na 22 marca 2025, na podstawie, o ile nie zaznaczono inaczej.

### Drużynowe
- Mistrzyni Serbii (2021, 2022)[3][4]
- Zdobywczyni Pucharu Serbii (2022)[4]
- Finalistka Pucharu Serbii (2016)
- Uczestniczka rozgrywek:
  - Euroligi (2022–2024)
  - Eurocup (2020/2021)

Indywidualne
(* – nagrody przyznane przez portal eurobaskt.com)
- MVP ligi serbskiej (2022)[4]
- Defensywna zawodniczka roku ligi serbskiej (2021)*[3]
- Skrzydłowa roku ligi serbskiej (2022)*[4]
- Zaliczona do:*
  - I składu ligi serbskiej (2022)[4]
  - II składu ligi:
    - serbskiej (2021)[3]
    - rumuńskiej (2024)[5]

  - III składu ligi serbskiej (2020)[6]

### Reprezentacja
Seniorska
- Mistrzyni Europy (2021)
- Uczestniczka:
  - igrzysk olimpijskich (2024 – 6. miejsce)
  - mistrzostw Europy (2021, 2023 – 5. miejsce)
  - kwalifikacji do:
    - igrzysk olimpijskich (2024 – 1. miejsce)
    - Eurobasketu (2021, 2023)

Młodzieżowe
- Uczestniczka mistrzostw Europy:
  - U–20 (2019 – 6. miejsce)
  - U–16 (2016 – 13. miejsce)